# Tetralogia degli elementi
Tetralogia degli elementi è la serie dei quattro album pubblicati dal gruppo rock italiano dei Litfiba tra il 1990 e il 1997. Essi rappresentavano i quattro elementi naturali descritti anche dal filosofo Anassimandro: El diablo (1990) celebrava il fuoco, Terremoto (1993) la terra, Spirito (1994) l'aria e Mondi sommersi (1997) l'acqua. Alcuni  includono anche l'album Infinito (1999) (che si rivolge al tempo) nella tetralogia, che diventa così pentalogia.

## El diablo(1990)
È il disco che fa raggiungere ai Litfiba il grande pubblico, grazie alla title track che ne costituiva il primo singolo, El diablo e Gioconda che era il secondo. Il disco getta le basi per la costruzione della tetralogia che prenderà corpo negli anni successivi, che rappresenterà i 4 elementi naturali; questo album è dedicato al fuoco. Il disco è caratterizzato da pezzi di denuncia, come El diablo, che denuncia il presunto satanismo del rock, Woda-Woda, sulla penuria di acqua sul pianeta Terra e la celebre Proibito che descrive un mondo limitato in tutto, dove niente è più effettivamente libero. Ci sono pezzi molto più intimi e introspettivi come Il volo, che ricorda la triste perdita di Ringo De Palma, morto per un'overdose di eroina, e Ragazzo. Con questo album la band si sposta su un rock più diretto e meno underground.

## Terremoto(1993)
La tematica principale di questo album (che nell'ambito della tetralogia degli elementi è dedicato alla terra) è indubbiamente la critica sociale e politica. Influenzato dallo scenario sociopolitico italiano (con la cosiddetta Tangentopoli che aveva scoperchiato le storture della Prima Repubblica) vede l'attacco al malaffare e al vecchio sistema di potere corrotto (Dimmi il nome, Dinosauro), la critica allo strapotere dei mass media (Maudit) e il ritratto della propria città, Firenze, come vittima di una inarrestabile decadenza (Firenze sogna). A questi brani si uniscono poi un sarcastico e allusivo ritratto di una coppia in crisi (Il mistero di Giulia) e i due brani forse più notevoli dell'album, la ballata antimilitarista Prima guardia (ispirata da Il deserto dei Tartari di Dino Buzzati) e la poetica Fata Morgana, giudicata tra le migliori canzoni mai composte dal gruppo e legata al fenomeno ottico omonimo. A chiudere l'album sta poi Sotto il vulcano, dedicata dalla band ad Augusto Daolio, cantante storico dei Nomadi scomparso in quel periodo. Nonostante molti brani si basino su un'evidente ironia, la sensazione che traspare all'ascolto è di una durezza tipicamente metal, dovuta all'impasto sonoro generale in cui le liriche trovano posto, oltre che all'esecuzione vocale di Pelù. L'album Terremoto, da molti fans considerato il migliore del gruppo, venne prodotto in un periodo storico nel quale il grunge ed il metal dominavano il mercato. Proprio la qualità del disco permise al gruppo di suonare al Roskilde Festival, evento unico e storico per un gruppo rock italiano; in quell'edizione i Litfiba divisero il palco con, tra gli altri, Anthrax, Motörhead, Suicidal Tendencies, Sonic Youth.

## Spirito(1994)
Inizialmente pensato col titolo di "Serpente d'asfalto", Spirito è l'album in cui i Litfiba si rendono conto di poter costruire una tetralogia completa, continuando quindi con un album dedicato all'aria un discorso che, senza aver una precisa guida, aveva già toccato il fuoco (El diablo) e la terra (Terremoto). Nonostante l'approccio sia diverso per solarità e suoni, meno duri rispetto ai due album precedenti, il disco non perde una vena di profonda critica politica e sociale, meno sarcastica e più diretta. A livello sonoro le influenze latine (con l'utilizzo di strumenti acustici e percussioni di vario tipo) si mischiano con il rock più classico. Liberi finalmente dal clima esasperato del precedente tour e nel tentativo di liberarsi dal cliché di rockstar cercaguai, i Litfiba puntano alle contaminazioni con i generi e con i Paesi del mondo. Per la prima volta si affidano inoltre a un produttore artistico esterno: giudicato oramai esaurito l'apporto che Alberto Pirelli poteva fornire da questo punto, la band si affidò a Rick Parashar, già produttore di Ten dei Pearl Jam. Nonostante questo la band non fu particolarmente soddisfatta del lavoro produttivo, tanto che i singoli Lo spettacolo, Spirito, Lacio drom (buon viaggio), No frontiere furono appositamente fatti remixare da Tom Lord-Alge. Il disco incontrerà un buon riscontro di pubblico, e arriverà al terzo posto in classifica, risultando il tredicesimo più venduto del 1995.

## Mondi sommersi(1997)
Il disco prosegue ed estende il lavoro che, tre anni prima, aveva portato all'uscita di Spirito, aprendo la produzione del gruppo a un rock più melodico e sperimentale, legato all'influenza delle musiche anglosassoni. Di quella che era la formazione originaria del 1980 sono ormai rimasti solo Piero Pelù e Ghigo Renzulli, che scrivono in coppia (Pelù i testi, Renzulli le musiche) nove degli undici brani (Dottor M. e Sparami sono invece attribuiti nel testo a Pelù e nella musica a entrambi). Alla linea strumentale classica della produzione della band e formata dall'insieme chitarra solista, basso, batteria, viene aggiunto l'uso di campionamenti e grooves, cercando quindi una commistione tra il linguaggio classico del rock e l'utilizzo dell'elettronica più moderna. Proprio quest'ultimo è uno degli elementi di maggiore interesse del disco, che riprendendo i Garbage lo evidenzia immediatamente come un disco assolutamente innovativo per la produzione del gruppo e del rock italiano fino a quel momento. Penultimo album di Pelù insieme con Renzulli, prima del successivo Infinito, fu quello che fece apprezzare alle grandi masse il gruppo fiorentino, vendendo in poco tempo quasi settecentomila copie anche grazie a quattro singoli (Ritmo 2#, Regina di cuori, Goccia a goccia e Imparerò) che ebbero grande riscontro radiofonico.
I testi, scritti interamente da Piero Pelù, si focalizzano soprattutto su temi già cari alla band, ma con un approccio più diretto e meno oscuro del passato: alcuni riguardano in modo frivolo i rapporti controversi con l'altro sesso (Regina di cuori); altri in modo caustico la situazione politica e sociale (L'esercito delle forchette); altri ancora in modo efficace la critica alla società attuale (Dottor M., Sparami) e la conseguente incitazione al desiderio di rivalsa e di liberazione dagli schemi sociali (Si può, Apri le tue porte). Non vanno poi dimenticati i testi legati all'esame di sé stessi e dei propri sbagli cercando di migliorare (Imparerò e Goccia a goccia). Da questo elenco rimangono fuori il singolo di lancio del disco e l'omonima canzone di apertura, Ritmo 2# e Ritmo rispettivamente, e la goliardica In fondo alla boccia, una sorta di stralunato demo (registrato in palese stato etilico) che chiude l'album. La tematica dell'album rimane tuttavia chiaramente l'acqua, con un continuo ritorno di termini chiave e l'incitazione a scoprire molteplici nature nelle situazioni più diverse, compresi i significati delle liriche. Un tema che la varietà del disco sembra a suo modo confermare, e che l'impasto sonoro stratificato e complesso invita a fare anche a livello musicale.

## Raccolte
Dedicato alla tetralogia degli elementi, vi è anche un cofanetto uscito nel 2015: Tetralogia degli elementi. Esso comprende i 4 dischi della serie più un DVD, contenente la performance live del gruppo al Palasport di Firenze nel 1993 durante il Terremoto Tour.